# Jack el Destripador
Jack el Destripador (en inglés: Jack the Ripper) es el nombre dado a un asesino en serie sin identificar, al que se le atribuyen al menos cinco homicidios en el barrio londinense de Whitechapel en 1888, y cuyo modus operandi estuvo caracterizado por cortes en la garganta, mutilaciones en el área genital y abdominal, extirpación de órganos y desfiguración del rostro de mujeres que se dedicaban a la prostitución.
A mediados del siglo XIX, el East End de Londres tenía sobrepoblación y su nivel de calidad de vida era mísero. La situación empeoró con la proliferación de barrios de clase baja con notables índices de pobreza, violencia, alcoholismo y prostitución. Antes de los asesinatos, Whitechapel era asociado con casos de antisemitismo, racismo, delincuencia, disturbios y privación. Si bien la Policía Metropolitana de Londres imputó solo cinco asesinatos al mismo individuo, sus registros incluyeron seis crímenes más que conformaron el expediente de Whitechapel. Entre 1887 y 1891, la prensa atribuyó otra serie de homicidios al Destripador, aunque existen discrepancias sobre este vínculo.
Pese a que se investigó aproximadamente a trescientos sospechosos, la investigación policial resultó ineficaz en el esclarecimiento de la identidad del asesino serial, y fue objeto de burla y polémica por parte de la prensa. Esto derivó en el establecimiento de un comité ciudadano encargado de patrullar las calles de Whitechapel, identificar a posibles sospechosos e investigar por su cuenta los asesinatos. Aunque el autor de los crímenes nunca fue identificado, surgieron varias teorías y sospechas por parte de la policía, prensa y autores para explicar los posibles conocimientos quirúrgicos, profesión u ocupación y salud mental del homicida. Algunos de los sospechosos a los que se investigó fueron Montague Druitt, Severin Klosowski, Aaron Kosminski y Francis Tumblety. La policía recibió al menos tres cartas supuestamente firmadas por el asesino, en las que este se mofaba de las investigaciones y amenazaba con seguir asesinando a prostitutas. Una de las misivas estaba firmada por «Jack el Destripador» y a partir de ese entonces el asesino comenzó a ser referido por este apodo.El historiador inglés Russell Edwards explicó que el ADN encontrado en un chal en la escena de un crimen, pertenecía a un inmigrante polaco de 23 años llamado Aaron Kosminski, que murió en una institución mental en 1919.
El mito de Jack el Destripador ha sido el concepto central de varias obras literarias, artísticas y cinematográficas que, por lo general, combinan hechos reales con elementos ficticios y de terror, ayudando a consolidar un imaginario en torno al homicida que prevalece en la época contemporánea.

## Contexto histórico
A mediados del siglo XIX, las principales demarcaciones británicas, entre ellas el East End de Londres —donde se encuentra Whitechapel—, tenían sobrepoblación debido al flujo de inmigrantes irlandeses y la llegada de refugiados judíos del este de Europa y de la Rusia imperial a partir del año 1882. Este problema repercutió en el decaimiento de los niveles de empleo y calidad de vida y llevó a la proliferación de una amplia clase baja caracterizada por la pobreza, el crimen y la violencia, el alcoholismo y la prostitución. De acuerdo a estimaciones de la Policía Metropolitana de Londres, en octubre de 1888 había 62 burdeles y 1200 prostitutas en Whitechapel. También eran comunes las manifestaciones y protestas por la situación económica entre 1886 y 1890, entre las cuales sobresalió el Domingo Sangriento de 1887.
Whitechapel tenía particularmente mala reputación por los casos de antisemitismo, racismo, delincuencia, disturbios sociales y suma pobreza. Tal percepción como reducto de inmoralidad llegó a su punto álgido en 1888, cuando la prensa comenzó a dar una cobertura sin precedentes a una serie de grotescos y atroces homicidios atribuidos a «Jack el Destripador».

## Asesinatos
Si bien la elevada cantidad de ataques contra mujeres del East End en esa época complicó la averiguación de cuántos de esos asesinatos habían sido cometidos por un mismo individuo, la Policía Metropolitana de Londres identificó once homicidios ocurridos en Whitechapel entre abril de 1888 y febrero de 1891. Aunque no había certeza para asegurar que todos habían sido obra de una misma persona, cinco de ellos sí tenían varios elementos en común y se atribuyeron a Jack el Destripador, cuyo modus operandi se caracterizaba por cortes en la garganta, mutilaciones en el área genital y abdominal, extirpación de órganos y desfiguración del rostro. Estos asesinatos suelen denominarse «los cinco canónicos» para distinguirlos del resto del expediente de Whitechapel; no figuran entre ellos los dos primeros casos: las muertes de Emma Elizabeth Smith y Martha Tabram.
Smith fue asaltada y abusada sexualmente en la calle Osborn del citado barrio el 3 de abril de 1888. Murió al día siguiente en el London Hospital por peritonitis ocasionada por la inserción de un objeto afilado en su vagina. En su declaración, ella dijo que había sido atacada por dos o tres hombres, uno de los cuales era un adolescente, razón por la que se descartó este caso del expediente del Destripador. Tabram murió el 7 de agosto del mismo año, víctima de 39 puñaladas. Si bien la policía lo asoció con los cinco canónicos debido a la crueldad, la ausencia de un motivo aparente y la cercanía de la zona donde ocurrió —George Yard, Whitechapel— con las de las otras muertes, en realidad el ataque difería del modus operandi anteriormente señalado: Tabram no tenía cortes en la garganta ni el abdomen, y sus heridas no seguían el patrón identificado en el expediente de los cinco canónicos.

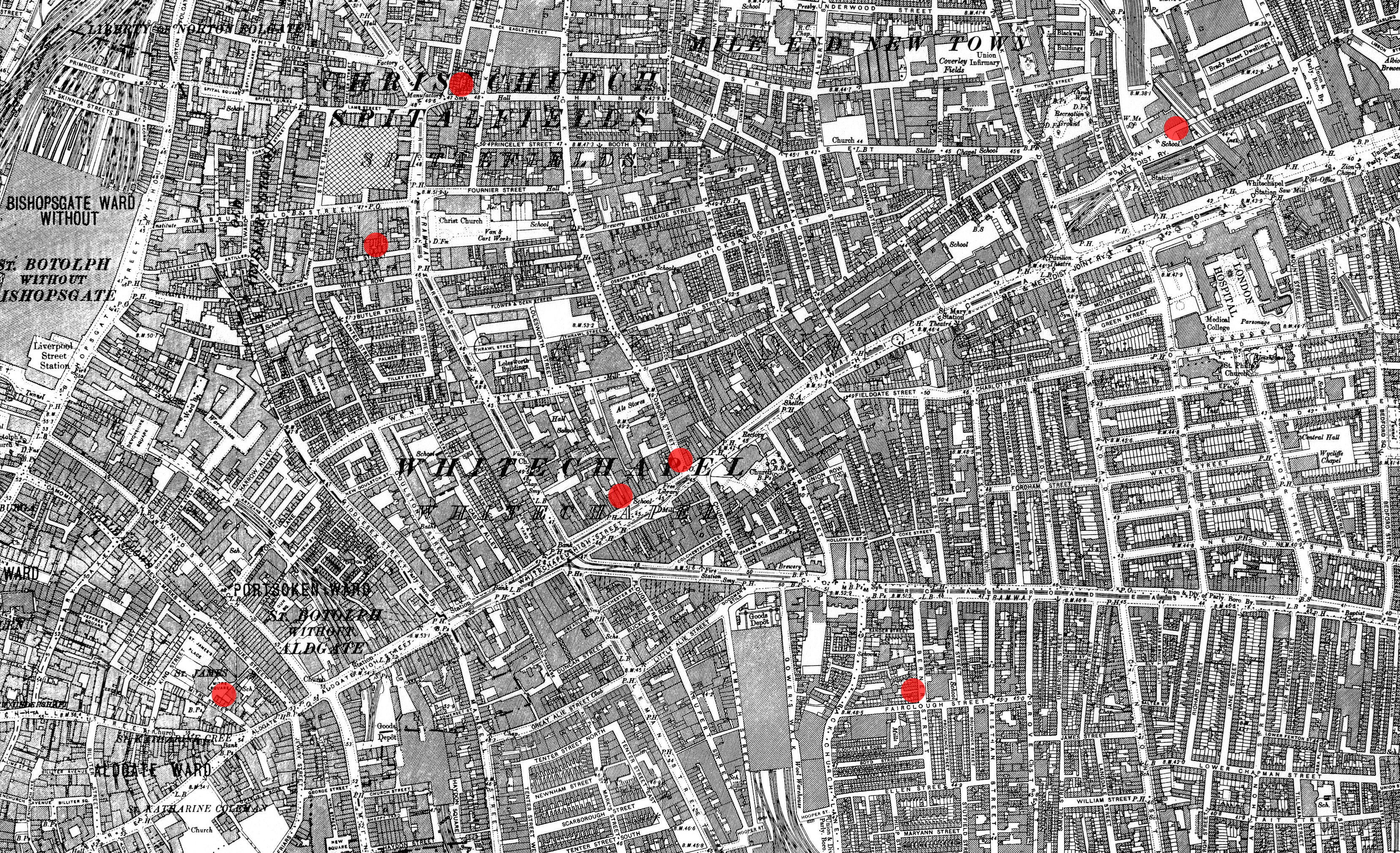
Mapa de Londres en la época victoriana; los siete puntos rojos marcan las ubicaciones de los primeros siete asesinatos en Whitechapel: la calle Osborn y el edificio de George Yard (en el centro), la calle Hanbury (arriba), Buck's Row (parte superior derecha), calle Berner (parte inferior derecha), Mitre Square (parte inferior izquierda) y calle Dorset (al centro e izquierda).

### Los cinco canónicos
La policía encontró el cuerpo de la primera víctima canónica, Mary Ann Nichols, a las 3:40 de la mañana del viernes 31 de agosto de 1888, en Buck's Row —actual calle Durward—, Whitechapel. Tenía un par de cortes en la garganta, el abdomen parcialmente rasgado con una profunda hendidura en zigzag y varias incisiones hechas con el mismo cuchillo.
El cadáver de Annie Chapman apareció días después, el sábado 8 de septiembre, aproximadamente a las 6 de la mañana, cerca de la entrada del patio interior de la calle Hanbury, en Spitalfields. Tenía dos incisiones en la garganta, al igual que ocurriera con Nichols. Sin embargo, en el caso de Chapman su vientre había sido completamente abierto y eviscerado, con los intestinos puestos por encima de un hombro y le habían extirpado el útero. Un testigo afirmó haber visto a Chapman media hora antes del hallazgo junto con un hombre de cabello oscuro y con apariencia de un «gentil venido a menos».

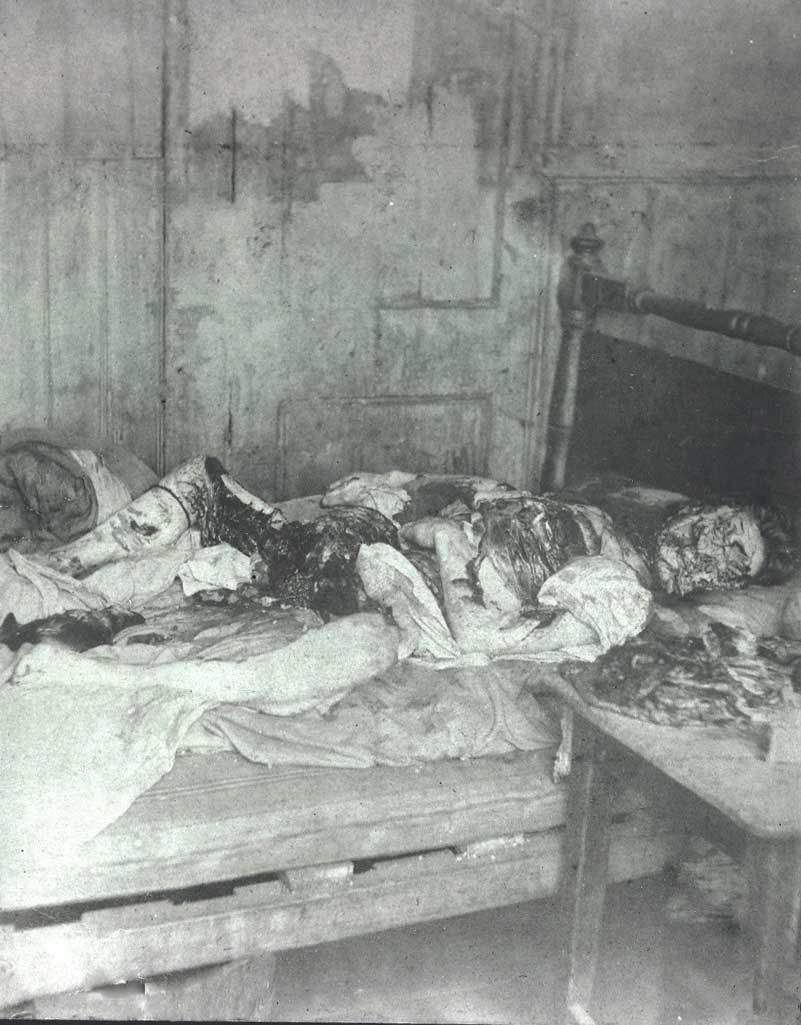
Cadáver de Mary Jane Kelly

Los asesinatos de Elizabeth Stride y de Catherine Eddowes ocurrieron en la madrugada del domingo 30 de septiembre; el cuerpo de la primera fue descubierto a la 1 en Dutfield's Yard —actual calle Henriques— y tenía un corte en el lado izquierdo del cuello que le dañó la arteria carótida. Sin embargo, no presentaba incisiones en el abdomen, lo cual planteó dudas sobre la autoría del Destripador, o si en todo caso este había sido interrumpido durante el ataque. Aunque testigos declararon haber visto antes a Stride con un hombre, sus testimonios tuvieron irregularidades: unos dijeron que el acompañante era rubio y otros que era de cabello oscuro; e inclusive unos afirmaron que vestía de forma andrajosa, pero otros argumentaron lo contrario. Cuarenta y cinco minutos después, la policía halló el cadáver de Eddowes en Mitre Square, en la City de Londres. Al igual que Chapman, tenía la garganta profundamente cortada, una incisión vertical profunda y extensa en el abdomen con evisceración y colocación de los intestinos por encima de un hombro y le habían extirpado el riñón izquierdo y la mayor parte del útero. Además, le habían acuchillado el rostro. Joseph Lawende, vecino que dijo haber pasado por esa calle con dos amigos poco antes del asesinato, declaró que había visto a una mujer con un hombre rubio y de aspecto descuidado. No obstante, sus amigos no pudieron avalar esa descripción. Se encontró el delantal ensangrentado de Eddowes cerca de la entrada de un edificio de apartamentos en la calle Goulston, y un grafiti en la pared —justo encima de donde estaba la prenda— que parecía implicar a un judío, aunque no se pudo comprobar si el grafiti había sido escrito por el homicida o si se trataba de una simple coincidencia, ya que este tipo de textos ilícitos eran comunes en Whitechapel en esa época. Charles Warren, comisionado de la policía, pidió que retiraran el grafiti antes del amanecer bajo la sospecha de que podría incitar protestas antisemitas.
Finalmente, la policía encontró el cuerpo atrozmente mutilado y totalmente destripado de Mary Jane Kelly sobre la cama de su habitación alquilada en Miller's Court, Spitalfields, a las 10:45 de la mañana del viernes 9 de noviembre. Tenía un profundo corte que iba desde la garganta hasta la espina dorsal, el rostro hecho trizas haciéndolo irreconocible y le habían extraído todos los órganos abdominales y el corazón.
Los cinco asesinatos canónicos ocurrieron por la noche, generalmente durante un fin de semana y al término de un mes. También puede deducirse que cada asesinato resultó más severo que el anterior, excepto el de Stride, cuyo ataque presumiblemente fue interrumpido. El cuerpo de Nichols tenía todos sus órganos, pero a Chapman y Eddowes le extrajeron el útero y las destriparon, mientras que esta última y Kelly presentaban mutilaciones en el rostro.
El vínculo entre estos cinco crímenes se remonta a documentos posteriores en los que son excluidos de otros asesinatos. Por ejemplo, en una carta escrita por el médico forense Thomas Bond al encargado del CID —sigla en inglés del Departamento de Investigación Criminal— de Londres, y que data del 10 de noviembre de 1888, ya aparecen relacionadas las cinco víctimas canónicas. Para algunos analistas, ciertos asesinatos de Whitechapel indudablemente fueron obra del mismo individuo, pero en otros actuó un número desconocido de homicidas. Tal fue el caso de los autores Stewart P. Evans y Donald Rumbelow, que catalogaron al expediente de los canónicos como «el mito del Destripador» al considerar que, si bien los casos de Nichols, Chapman y Eddowes guardan similitudes entre sí, no hay evidencia de que los asesinatos de Stride y Kelly hubiesen sido cometidos por la misma persona. Inclusive hay quienes argumentan que el homicidio de Tabram sí encaja con el expediente de los canónicos. El doctor Percy Clark, auxiliar del médico forense George Bagster Phillips, concluyó que tres de las muertes habían sido cometidas por el mismo individuo, mientras que el resto había sido obra de «individuos de mente débil ... con la convicción de imitar [la serie original de crímenes]». Aunque el nuevo encargado del CID, Melville Macnaghten, señaló categóricamente en un reporte que «el asesino de Whitechapel tuvo cinco víctimas, nada más», hay que hacer notar que Macnaghten había entrado en la policía un año después de las muertes canónicas y que su memorándum incluía errores en la descripción de los posibles sospechosos.

### Resto del expediente
Kelly es considerada como la última víctima del Destripador, cuya ola de crímenes debió cesar ya sea por su muerte, arresto o migración. No obstante, el expediente de Whitechapel incluye otros cuatro homicidios ocurridos después de los cinco canónicos. 
La policía encontró el cuerpo de Rose Mylett en Clarke's Yard, actual calle High, Poplar, el 20 de diciembre de 1888. Aunque había sido estrangulada no mostraba indicios de forcejeo, motivo por el que pensaron que se había ahorcado accidentalmente en estado de ebriedad, o que se había suicidado. Pese a lo anterior, el perito concluyó que Mylett había sido asesinada.
Casi seis meses después, el 17 de julio de 1889, el cadáver de Alice McKenzie apareció en Castle Alley, Whitechapel. Tenía una herida en la arteria carótida izquierda y varias contusiones y cortaduras leves. Uno de los forenses que examinó el cuerpo, Thomas Bond, creyó que se trataba de una víctima más del Destripador, aunque su compañero George Bagster Phillips opinó lo contrario al haber revisado los cadáveres canónicos. Algunos autores opinaron que el homicida de McKenzie había imitado el modus operandi de Jack para despistar a la policía, pero otros aseguraron que era obra del Destripador.
El asesino de la siguiente mujer de Whitechapel la decapitó y le amputó las piernas, y arrojó el torso mutilado debajo de un arco ferroviario en la calle Pinchin. En el lugar del hallazgo, el 10 de septiembre del mismo año, la policía encontró varias partes dispersas del cuerpo, por lo que no pudo validarse que la hubieran asesinado ahí. El cadáver de la última víctima del expediente de Whitechapel también apareció debajo de un arco ferroviario el 13 de febrero de 1891, en la calle Swallow Gardens. Su cuerpo estaba intacto excepto por un corte en la garganta. Algunos testigos dijeron haber visto poco antes a la mujer con un hombre llamado James Thomas Sadler, a quien la policía luego localizó y arrestó por el delito de asesinato. Incluso se llegó a pensar que él era Jack el Destripador. Sin embargo, fue absuelto de los cargos y puesto en libertad el 3 de marzo por falta de pruebas incriminatorias.

### Otras supuestas víctimas
Además de los once asesinatos de Whitechapel, la opinión pública atribuyó otros homicidios a Jack el Destripador, aunque en algunos casos no hubo evidencia para corroborar que dichas muertes hubiesen ocurrido. Tal fue el caso del asunto «Fairy Fay», nombre con el que se le conoció a una supuesta víctima hallada el 26 de diciembre de 1887 con «una estaca en el abdomen». No existen registros de la policía de ningún homicidio ocurrido durante la temporada navideña de ese año, y varios autores coinciden en que este homicidio jamás sucedió. Una explicación señaló que la prensa se había equivocado al reportar el asesinato de Smith, una de las víctimas canónicas que tenía un palo u objeto afilado en la vagina, y por error había dado origen al caso «Fairy Fay». Hubo casos en que las víctimas salían con vida del presunto ataque del Destripador, como Annie Millwood, que ingresó el 25 de febrero de 1888 a la enfermería de la workhouse de Whitechapel con heridas de puñaladas en las piernas y la parte baja del abdomen. Aunque fue dada de alta, murió el 31 de marzo debido a causas naturales; Ada Wilson, que sobrevivió a dos puñaladas en el cuello el 28 de marzo del mismo año; o Annie Farmer, que vivía con Tabram en la misma hostería y tenía un corte superficial en el cuello, posiblemente autoinfligido, tras ser atacada el 21 de noviembre.

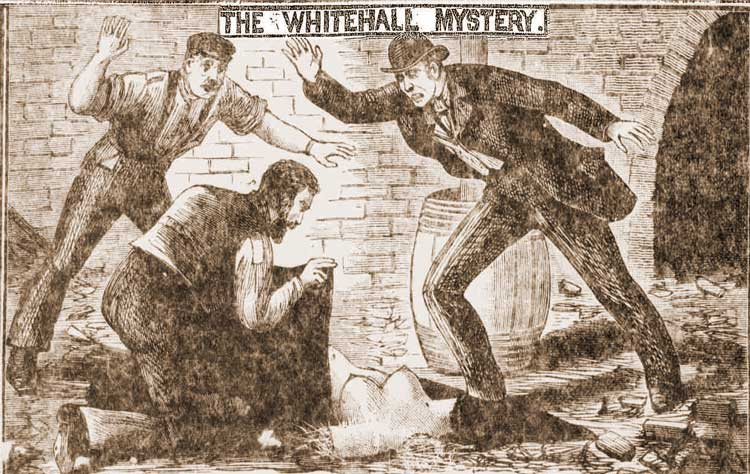
Ilustración de tres hombres descubriendo el torso de una mujer. «El misterio de Whitehall», de octubre de 1888.

«El misterio de Whitehall» fue el nombre con el que la prensa se refirió al hallazgo del torso decapitado de una mujer en el sótano de las nuevas oficinas de la Policía Metropolitana, en la calle Whitehall, el 2 de octubre de 1888. Anteriormente el brazo de la víctima había sido encontrado flotando en el río Támesis, cerca de Pimlico, y una de sus piernas yacía enterrada cerca de donde estaba el torso. Ya que la policía no pudo encontrar el resto de extremidades ni la cabeza, jamás pudo ser identificada. Tanto el caso de Whitehall como el de la calle Pinchin —uno de los once del expediente de Whitechapel— involucraban el hallazgo de torsos mutilados de mujeres, razón por la que se les catalogó como «los misterios del Támesis», atribuidos a un solo homicida apodado como «el asesino de los torsos». No ha podido comprobarse que este último haya sido el mismo Destripador de las muertes canónicas, pero el modus operandi del asesino de los torsos difería del de Jack. Una tercera mujer, cuyas extremidades fueron recogidas del río Támesis entre el 2 y el 25 de junio de 1889, podría tratarse del tercer asesinato del homicida del torso.
El 29 de diciembre de 1888 se halló el cuerpo de John Gill, un niño de siete años, en Manningham, Bradford. De forma parecida a Kelly —la última de las víctimas canónicas—, tenía las piernas heridas y una oreja amputada, el abdomen seccionado y le habían extraído los intestinos y el corazón. La prensa especuló que había sido obra del Destripador, y aunque el empleador del niño, el lechero William Barrett, fue arrestado en dos ocasiones al ser acusado por evidencia circunstancial, al final fue puesto en libertad y la policía no procesó a ningún otro sospechoso.
El cadáver de la estadounidense Carrie Brown apareció el 24 de abril de 1891 en Nueva York y, además de haber sido estrangulada, tenía un tenedor incrustado en la ingle y cortaduras superficiales en las piernas y la espalda. Aunque el cuerpo tenía todos sus órganos, la policía encontró un ovario en su cama. Cabe señalarse que, al igual que ocurriera en el East End de Londres, Nueva York tuvo un flujo considerable de inmigrantes irlandeses en 1860. Si bien la prensa comparó este homicidio con los de Jack el Destripador, la Policía Metropolitana de Londres descartó cualquier vínculo entre estos.

## Investigación

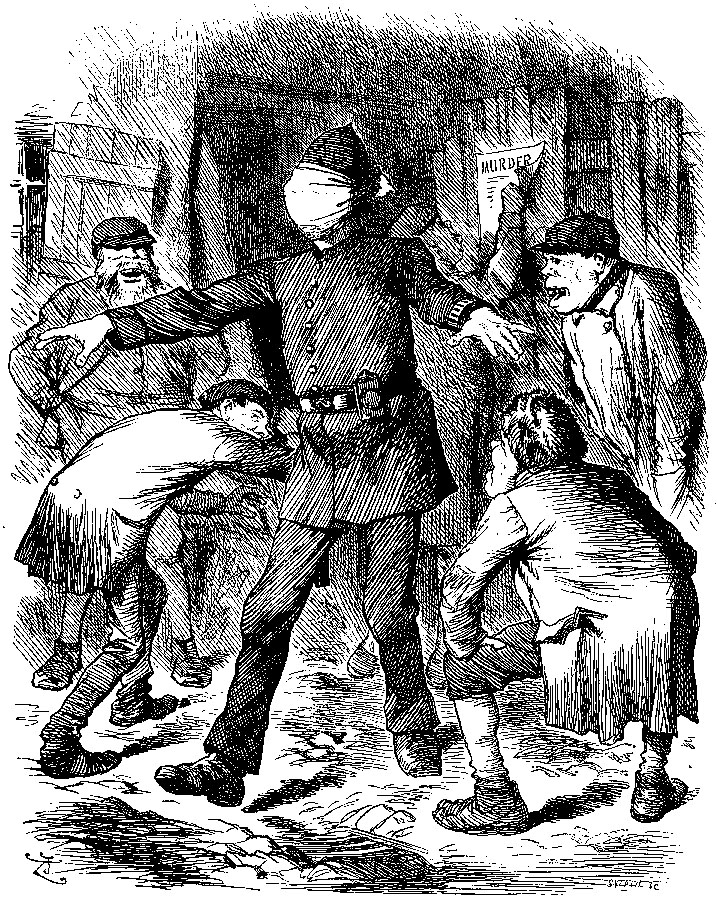
Caricatura de John Tenniel, que data del 22 de septiembre de 1888, en la cual se critica la supuesta incompetencia de la policía en la investigación del expediente de Whitechapel, reforzada por el hecho de que el asesino nunca fue capturado

Los documentos policíacos sobre los asesinatos de Whitechapel permiten conocer cómo era el procedimiento de investigación en la época victoriana: para recabar información, un extenso equipo de oficiales iban de casa en casa y sondeaban a los vecinos. El material forense mientras tanto era analizado por personal cualificado. Cuando se identificaba a los sospechosos, la investigación se hacía más a fondo y, dependiendo de los resultados obtenidos, se decidía procesarlos o descartarlos del expediente. Desde entonces, este ha sido el método utilizado en las investigaciones policíacas contemporáneas. En relación con los asesinatos de Whitechapel, la policía entrevistó a más de dos mil personas, investigó aproximadamente a trescientas y detuvo a ochenta. La división criminal del Departamento de Investigación (CID) de la Policía Metropolitana de Whitechapel (H), encabezada por el inspector Edmund Reid, llevó a cabo las investigaciones de los primeros dos casos del expediente de Whitechapel. Tras la muerte de Nichols, la oficina central de Scotland Yard envió a los inspectores Frederick George Abberline, Henry Moore y Walter Andrews para esclarecer el caso. La policía de la City de Londres se involucró a partir del homicidio de Eddowes, por medio del detective James McWilliam. Pese a lo anterior, las investigaciones se vieron obstruidas debido a que el encargado recién electo del CID, Robert Anderson, había solicitado una licencia de trabajo en Suiza entre el 7 de septiembre y 6 de octubre de 1888, período en el que ocurrieron los homicidios de Chapman, Stride y Eddowes. Por tal motivo, Charles Warren, comisionado de la Policía Metropolitana, nombró a Donald Swanson como coordinador de las investigaciones de Scotland Yard. Insatisfechos con el esfuerzo policial, un grupo de ciudadanos del East End de Londres comenzó a patrullar las calles bajo el mote de «Comité de Vigilancia de Whitechapel», cuyo objetivo era encontrar a posibles sospechosos de los asesinatos. Además de contratar a detectives privados para entrevistar a presuntos testigos, le sugirieron al gobierno que ofreciera una recompensa a cambio de información sobre el homicida como alternativa para recabar más información.
Debido al tipo de heridas de las víctimas, la policía consideró inicialmente como sospechosos a los carniceros, cirujanos y médicos. De acuerdo a un reporte elaborado por el inspector Swanson y dirigido a la oficina central, se visitaron 76 carnicerías y mataderos e investigaron a sus empleados durante seis meses. Esta hipótesis venía reforzada por la propia reina Victoria, para quien el culpable debía ser un carnicero o ganadero proveniente de alguna de las embarcaciones de ganado que operaban entre Londres y la Europa Continental, tomando en cuenta la cercanía de Whitechapel respecto a los muelles de Londres y el atraco de estos barcos cada jueves o viernes, y su partida el sábado o domingo, lo cual coincidía con los días en que habían ocurrido las muertes. Pese a lo anterior, lo cierto es que ninguno de los asesinatos ocurrió durante alguna de las fechas de arribo de los barcos, lo cual llevó a la policía a desestimar esta conjetura.

### Perfil criminal
A finales de octubre de 1888, Anderson le pidió al médico forense Thomas Bond que evaluara las heridas de las víctimas y ofreciera su punto de vista con respecto a los posibles conocimientos quirúrgicos del homicida. Bond elaboró su dictamen basándose en el examen del cadáver con mayores mutilaciones y los registros de autopsia del resto de las víctimas canónicas. Su descripción, considerada como uno de los perfiles criminales más antiguos de los que se tiene registro, decía textualmente:

No cabe duda de que los cinco asesinatos fueron cometidos por la misma mano. En las primeras cuatro [víctimas], las gargantas parecen haber sido cortadas de izquierda a derecha y en la última, debido a la extensa mutilación, es imposible decir en qué dirección se hizo el corte fatal, aunque se encontró sangre arterial en la pared, salpicada cerca de donde la cabeza de la mujer debió haber estado.
 Las circunstancias en torno a los asesinatos me llevan a deducir que las mujeres estaban recostadas al momento de ser asesinadas, y en todos los casos [el homicida] cortó primero la garganta.

Bond rechazó la idea de que el asesino contara con conocimientos científicos o anatómicos, o «el entendimiento técnico de un carnicero o matarife», y en cambio argumentó que debía tratarse de un hombre solitario, sujeto a «ataques periódicos de manía homicida o erótica» e hipersexual, dado el tipo de mutilaciones. También señaló que «el impulso homicida podría haber surgido de alguna condición mental de venganza, melancolía o una manía religiosa, aunque no creo que ninguna de estas hipótesis sea [procedente]».
Si bien no hubo evidencia alguna de actividades sexuales entre el asesino y sus víctimas, algunos psicólogos supusieron que la penetración de las víctimas con un cuchillo y «la exhibición de los cadáveres en posiciones sexualmente degradantes con las heridas expuestas» son indicativos de que el responsable obtenía placer sexual con los ataques, aunque para otros especialistas dicha suposición no puede ser comprobada.

## Sospechas

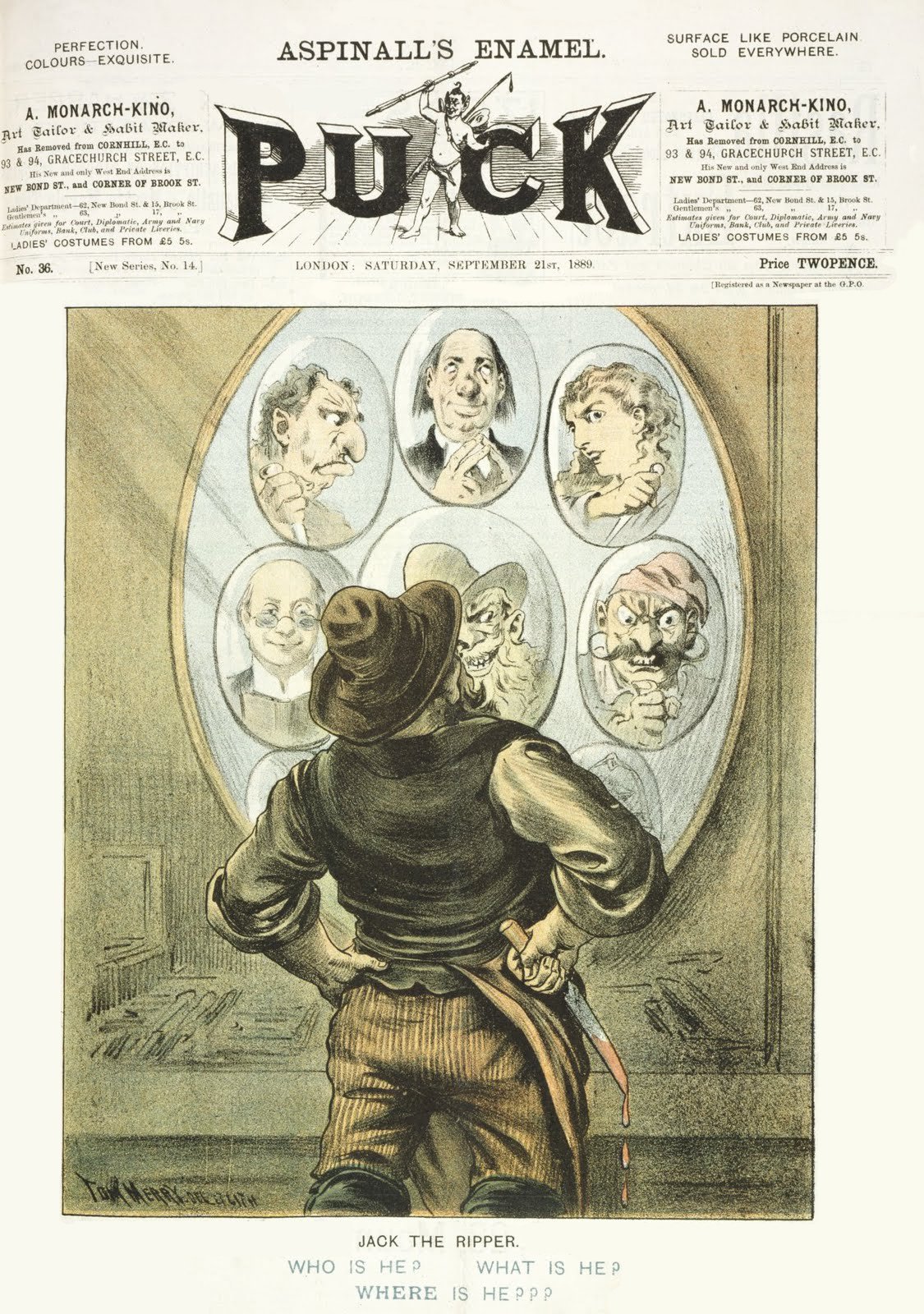
Portada de la revista Puck del 21 de septiembre de 1889, que muestra una caricatura de Tom Merry donde especula con la identidad de Jack el Destripador.

Ante la escasez de evidencia forense y las varias contradicciones de fuentes contemporáneas sobre el caso, resulta casi imposible esclarecer la identidad de Jack el Destripador. Aunque existen análisis de ADN realizados a partir de las cartas atribuidas al homicida, lo cierto es que sus resultados no fueron concluyentes y ya están demasiado adulterados como para proporcionar algún dato útil. Pese a lo anterior, existen varias teorías sobre la identidad de Jack el Destripador. Una de las más difundidas en esa época señalaba que el asesino debía vivir en Whitechapel y tener un empleo estable, ya que los crímenes ocurrieron en fines de semana próximos a fechas festivas, y en calles cercanas entre sí. También se pensó que el responsable podía ser un hombre culto y de clase alta, posiblemente un doctor o aristócrata, que había llegado al barrio procedente de un sector más opulento, aunque dichas suposiciones podrían haber obedecido a estereotipos culturales como el temor a los médicos, la desconfianza en la ciencia o la explotación de los pobres por los ricos.
En los años siguientes a los asesinatos, los registros señalan que la policía tenía sospechas de cualquier persona que estuviese remotamente vinculada con el caso, así como de varias celebridades que ni siquiera habían sido investigadas en la pesquisa original. Con el paso del tiempo, y la muerte de aquellos que vivían en esa época, autores contemporáneos han tenido soltura para acusar a cualquiera «sin necesidad de evidencia histórica». Si bien un memorándum de Melville Macnaghten de 1894 contenía los nombres de tres sospechosos referidos en los registros policíacos de entonces, lo cierto es que la evidencia contra ellos era meramente circunstancial y por lo tanto no fueron procesados. En total hubo más de cien sospechosos de ser el Destripador, entre los cuales estaban Montague Druitt, Severin Klosowski, Aaron Kosminski y Francis Tumblety. Otros, sin embargo, fueron vinculados solamente por la prensa, como William Bury, Thomas Neill Cream, Robert D'Onston Stephenson y Frederick Deeming.

## Cartas
La prensa y la policía recibieron numerosas cartas en el transcurso de los asesinatos de Whitechapel, y si bien algunas consistían en propuestas para ayudar a la captura del asesino, la mayoría no tuvieron utilidad en la pesquisa. No obstante, cientos de dichas cartas supuestamente eran de la autoría del Destripador, y tres de ellas resultaron notables: la carta «Querido jefe», la postal «Saucy Jacky» y la carta «Desde el infierno».
La carta «Querido jefe» data del 25 de septiembre de 1888 y fue recibida inicialmente por la Central News Agency el 27 de septiembre, fecha que coincidía con el matasellos. El medio informativo le reenvió el documento a Scotland Yard dos días después. Al principio se le consideró como un bulo, sin embargo el documento cobró notoriedad después del hallazgo del cuerpo de Eddowes, puesto que el cadáver carecía de una oreja y la carta, enviada tres días antes del asesinato, incluía la amenaza de «cercenar las orejas de la dama». Pese a lo anterior, las investigaciones concluyeron que la oreja de Eddowes había sido incidentalmente cortada por el asesino durante su ataque. A lo anterior se suma el hecho de que el documento también afirmaba que el autor habría de enviar las orejas de su víctima a la policía, lo cual no ocurrió. La importancia de esta carta radica igualmente en que su autor usó por primera vez el mote «Jack el Destripador» para referirse a sí mismo, y desde entonces la prensa y policía, que solían llamarlo «Mandil de cuero», comenzaron a denominarlo así. Algunas fuentes señalaron que el apodo en realidad había sido utilizado originalmente en una carta del 17 de septiembre del mismo año, sin embargo no hubo consenso en validar esta suposición y se le consideró como un bulo en los registros del siglo XX de la policía.

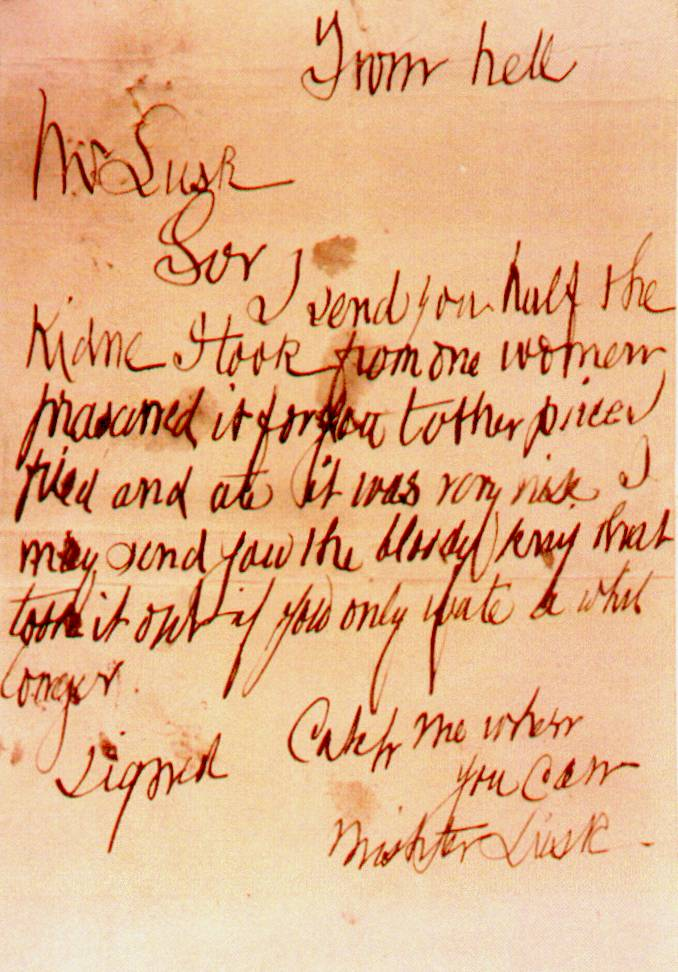
La carta «Desde el infierno».

De igual forma la Central News Agency recibió la postal «Saucy Jacky» el 1 de octubre, fecha del matasellos. Cabe señalarse que la caligrafía y el tono eran similares a los de la carta «Querido jefe». El autor aseguraba que dos víctimas más habían sido asesinadas en sitios cercanos entre sí, y calificaba el homicidio como «un doble evento», supuestamente en alusión a las muertes de Stride y Eddowes. Aunque se llegó a pensar que la carta había sido enviada antes de que la policía hiciera públicos los asesinatos, de manera que hubiera sido improbable que alguien más tuviera conocimiento del doble evento en ese momento, lo cierto es que la fecha del matasellos indicaba que su autor había enviado el documento más de 24 horas después de las muertes, cuando ya los medios daban cobertura de lo sucedido a la población.
George Lusk, líder del Comité de Vigilancia de Whitechapel, recibió la carta «Desde el infierno» el 16 de octubre. No obstante, al ser comparada con las cartas anteriores, el documento tenía otra caligrafía y estilo de redacción. La carta venía en una pequeña caja que también contenía la mitad de un riñón preservado en etanol, y el autor aseguraba que se había comido el resto del órgano frito. Aunque algunas fuentes dedujeron que el riñón le pertenecía a Eddowes, cuyo cadáver carecía de dicho órgano, otras referencias concluyeron que se trataba solamente de una broma macabra. El cirujano inglés Thomas Openshaw, del London Hospital, examinó el riñón y determinó que sí era humano y provenía del costado izquierdo de la víctima. No obstante, fue incapaz de establecer otra característica biológica. Más tarde el médico recibió otra carta firmada por el Destripador.
Scotland Yard publicó el 3 de octubre facsímiles de la carta «Querido Jefe» y de la postal con la esperanza de que alguien reconociera la caligrafía. En opinión de Warren: «Creo que todo esto se trata de un bulo, pero estamos obligados de cualquier forma a encontrar al autor [de los documentos]». El 7 de octubre, George Robert Sims explicó en el rotativo dominical Referee que la carta había sido escrita por un periodista para acrecentar la popularidad de un periódico. Basándose en esa hipótesis, la policía confirmó poco después haber identificado a un periodista como el responsable de las misivas, llamado Tom Bullen, según una carta enviada por el inspector John Littlechild a George Robert Sims el 23 de septiembre de 1913. No fue sino hasta 1931 que el periodista Fred Best confesó que él y un colega de The Star habían escrito las cartas firmadas por Jack el Destripador con tal de acrecentar el interés en los homicidios de Whitechapel y «mantener vivo el negocio».

## Medios de comunicación

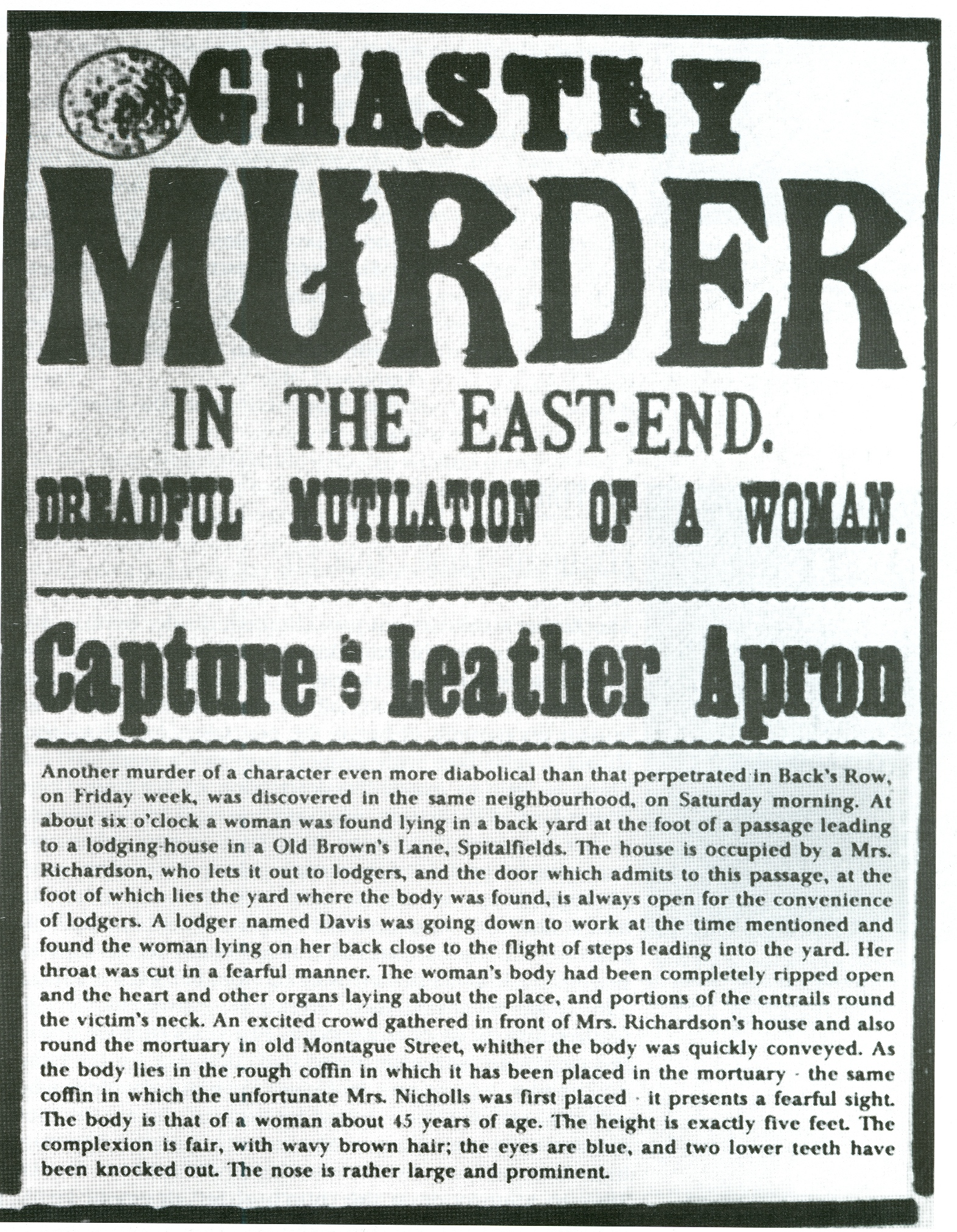
Portada de un periódico cuyo encabezado dice textualmente: «Horrible asesinato en el East End. Espantosa mutilación de una mujer. Detengan a Mandil de cuero».

Aunque Jack el Destripador no fue el primer asesino en serie, sus crímenes tuvieron una cobertura mediática sin precedentes gracias a las reformas fiscales aprobadas en los años 1850 que favorecieron la distribución masiva de rotativos de bajo precio. Durante la época victoriana este tipo de publicaciones tuvo un mayor auge, e incluyó a periódicos con precios tan asequibles como medio penique y revistas populares como Illustrated Police News, que encauzaron sus esfuerzos en dar publicidad al homicida.
Los periodistas eran conscientes de que la información que podían publicar sobre los crímenes de Whitechapel era escasa, tal y como reconoció el diario Manchester Guardian al señalar que «cualquier información que pueda estar en posesión de la policía pareciera que necesitan conservarla en secreto... Se cree que su atención está particularmente dirigida a... un notorio personaje conocido como "Mandil de cuero"». La sensación de frustración de ciertos medios en relación con los pocos detalles que se conocían de las investigaciones policíacas propició que las publicaciones se vieran desprovistas de veracidad. Fue así como surgieron descripciones ficticias del asesino, pese a que algunos reporteros ocasionalmente desmentían los falsos rumores al considerarlos como «consecuencia de la mítica excrecencia fantasiosa del periodista». Ante la difusión de estas notas erráticas, algunos comenzaron a realizar conjeturas basándose en las afirmaciones de la prensa; por ejemplo, la policía arrestó a John Pizer, un vendedor judío de calzado de cuero que era conocido por el mote de «Mandil de cuero», el mismo usado por el Manchester Guardian para referirse al Destripador. Una vez confirmada la inexistencia de evidencia que lo relacionara con los crímenes, Pizer fue liberado.
No fue sino hasta la publicación de la carta «Querido jefe» que los medios comenzaron a utilizar el mote «Jack el Destripador» en vez de «Mandil de cuero» para referirse al homicida. El nombre «Jack» ya era usado para describir a otro criminal de Londres: «Jack el saltarín», que supuestamente saltaba por encima de los muros para atacar a sus víctimas y luego escapaba de similar manera. Con el tiempo se volvió costumbre que la prensa adoptara apodos para referirse a homicidas, como ocurrió con el hachero de Nueva Orleans, el estrangulador de Boston, el francotirador de Beltway, el Destripador francés, el Destripador de Düsseldorf, el Destripador de Camden, Jack the Stripper, el Destripador de Yorkshire y el Destripador de Rostov, entre otros.

## Impacto en la cultura de masas

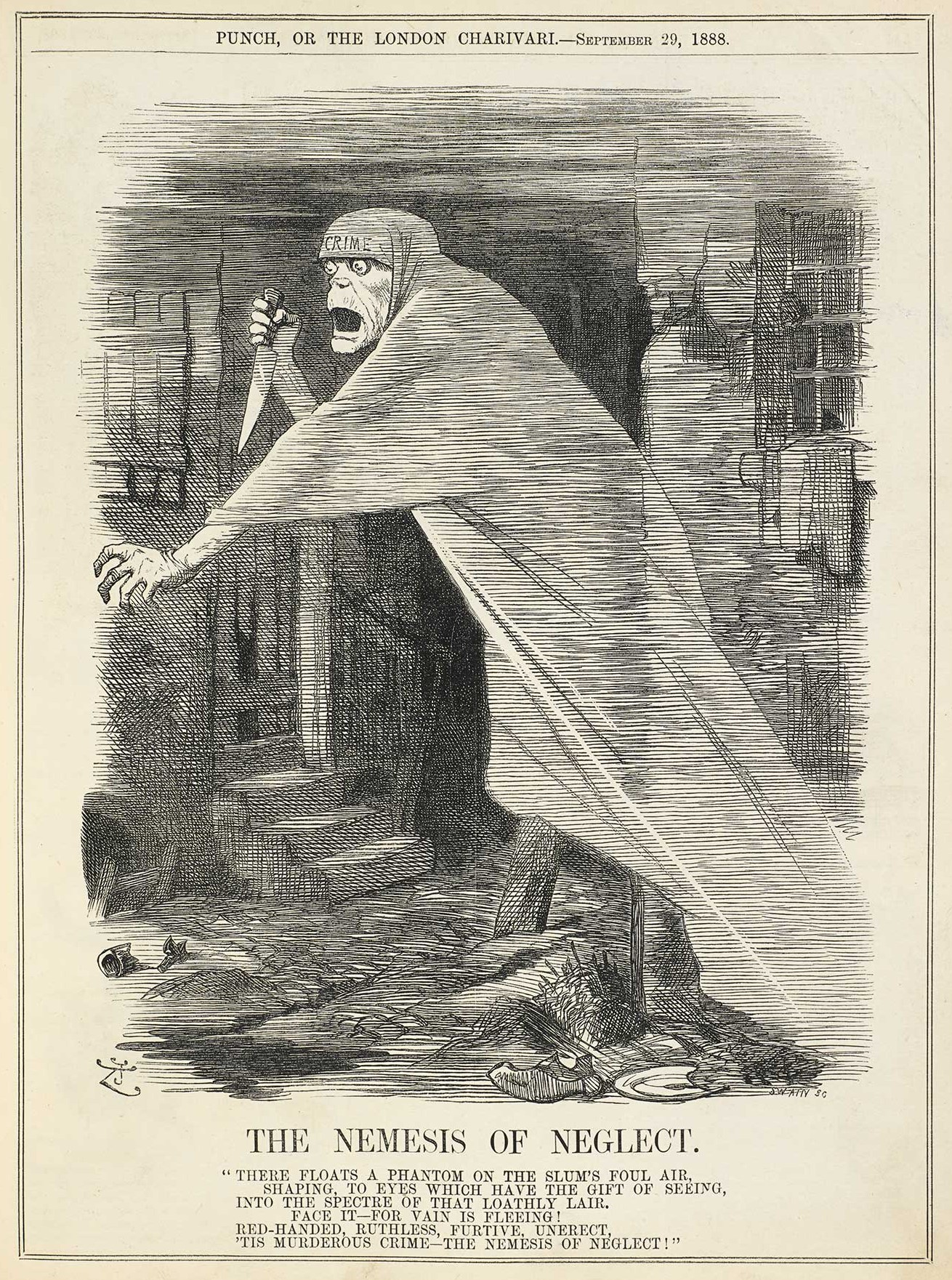
Caricatura publicada en la revista Punch en 1888, en la que Jack es representado como un fantasma con un cuchillo.

Los crímenes cometidos por Jack el Destripador dirigieron la atención hacia el bajo nivel de calidad de vida imperante en el East End en aquellos años, ocasionado por sus barrios bajos superpoblados e insalubres. Si bien varios de estos barrios fueron desalojados y demolidos, todavía se preservan algunas de sus calles y edificaciones, que suelen ser visitados por turistas interesados en el mito del Destripador. Se tiene noción de que uno de estos inmuebles, el pub The Ten Bells, ubicado en la calle Commercial, era frecuentado por Kelly. En 2015 abrió sus puertas el Museo de Jack el Destripador en el este de Londres.
La alegoría del Destripador como una figura fantasmagórica o monstruosa pasó a convertirse en «el coco de los niños» inmediatamente después de los asesinatos. En los años 1920 y 1930 era representado en el cine como un misterioso hombre vestido de forma ordinaria que atacaba a gente despreocupada, mientras que en la década de 1960 era «el símbolo de una aristocracia nociva» mediante la personificación de un noble con sombrero de copa que representaba a las clases bajas explotadas por el establishment. Con el transcurso del tiempo la imagen del Destripador adoptó conceptos de terror como el manto de Drácula o la afición del Dr. Frankenstein a la cosecha de órganos. A grandes rasgos, el mito del asesino de Whitechapel se fue combinando con diversos géneros literarios que abarcan desde la narrativa de Sherlock Holmes hasta el terror erótico japonés.
También ha servido como eje de numerosas obras literarias y audiovisuales que generalmente combinan hechos reales con la ficción. Esto lo ha llevado a ser uno de los criminales de los que se han escrito más novelas y publicaciones. Una de las primeras novelas publicadas sobre el caso lleva por título The Curse Upon Mitre Square (1888). Fue escrita por John Francis Brewer, que recurrió al asesinato de Eddowes como hilo conductor de su trama. En 1927 el cineasta Alfred Hitchcock estrenó la película muda The Lodger: A Story of the London Fog, basada en la novela The Lodger (1913), de Marie Belloc Lowndes, sobre una pareja de Londres que sospecha que su inquilino es un asesino en serie cuyo modus operandi es muy similar al del Destripador. Dicha novela habría de ser adaptada al cine en otras cuatro ocasiones más: The Lodger (1932), por Maurice Elvey; The Lodger (1944), por John Brahm; Man in the Attic (1953), por Hugo Fregonese; y The Lodger (2009), por David Ondaatje. A su vez, Robert Bloch redactó el relato corto «Yours Truly, Jack the Ripper», publicado en 1943, en el que describió a Jack el Destripador como un humano necesitado de sacrificios humanos para preservar su inmortalidad. Una de las novelas controvertidas, aunque exitosa, fue Jack the Ripper: The Final Solution (1976), de Stephen Knight, ya que propuso una teoría conspirativa que implicó a la familia real británica, la francmasonería y al pintor Walter Sickert. Entre los escritores que han redactado material sobre el mito del Destripador se encuentran Fredric Brown, Gardner Fox, Philip José Farmer, Ramsey Campbell, Roger Zelazny} y, más recientemente, Stephen Hunter, este último con su novela I, Ripper (2015). En cuanto a literatura en español, en 1945 la editorial Povi, de Barcelona, distribuyó el tercer volumen de Sherlock Holmes. Memorias íntimas del rey de los detectives, en donde el detective inglés ficticio trata de capturar a Jack el Destripador.
Jack el Destripador también ha aparecido en videojuegos, manga y anime. Uno de los apodos de Raiden, protagonista de los videojuegos Metal Gear Solid 2 y Metal Gear Rising: Revengeance, es Jack el Destripador. Tiene una representación en la saga Fate, y aparece como uno de los representantes de la humanidad en Shuumatsu no Valkyrie. 
En la industria cinematográfica, algunas producciones sobre el mito del Destripador son Die Büchse der Pandora (1929), dirigida por Georg Wilhelm Pabst; Jack the Ripper (1959), de Monty Berman y Robert S. Baker; A Study in Terror (1965), de James Hill; y Desde el infierno (2001), de Albert Hughes y Allan Hughes. Otros contenidos incluyen la puesta en escena The Ruling Class (1968), de Peter Barnes; los episodios «The New Exhibit» (1963) de la serie televisiva The Twilight Zone, en donde el encargado de un museo de cera se obsesiona con cinco exhibiciones, entre ellas la figura de Jack el Destripador, por lo que comienza a matar a otras personas con tal de salvaguardar su integridad; y «Comes the Inquisitor» (1995) de Babylon 5, en el que uno de sus personajes referido como Jack el Destripador es secuestrado por alienígenas; la pintura Jack the Ripper's Bedroom, de Walter Sickert; la novela gráfica From Hell, de Alan Moore y Eddie Campbell; y la canción Jack the Ripper (1964), originalmente interpretada por el músico inglés Screaming Lord Sutch. También en la sexta película de la franquicia Detective Conan, Detective Conan: el fantasma de Baker Street, uno de los personajes del videojuego Comcon es Jack el Destripador.
La «ripperología», término acuñado en los años 1970 por el filósofo y escritor británico Colin Wilson, hace referencia a los estudios sobre los homicidios de Jack el Destripador, y existen periódicos que difunden los resultados de dichas investigaciones, tales como Ripperana, Ripperologist y Ripper Notes.